# Stanisław Kądziołka
Stanisław Kądziołka, född 24 januari 1902 i Zakopane och död 8 november 1971 i Zakopane, var en polsk längdskidåkare som tävlade under 1920-talet. Vid olympiska vinterspelen i Chamonix deltog han i militärpatrull och ingick i det polska laget som bröt tävlingen.